# Rue de Lannoy (Lille)
La rue de Lannoy est une rue de Lille.

## Situation et accès
La rue située dans le quartier de Fives relie la rue Pierre-Legrand à la rue Jacquard à Hellemmes qui la prolonge. Elle se termine à la chapelle d'Elocquès à la limite de Lille et d'Hellemmes.
Elle est desservie par la station de métro Fives. Son tronçon Est à l'approche d'Hellemmes est éloigné du métro.

## Origine du nom
La  rue est ainsi dénommée car elle était sur une route qui conduisait à Lannoy
Ce parcours direct a cependant été interrompu à Villeneuve-d’Ascq dans les années 1970 lors de l'aménagement de la ville nouvelle.

## Historique

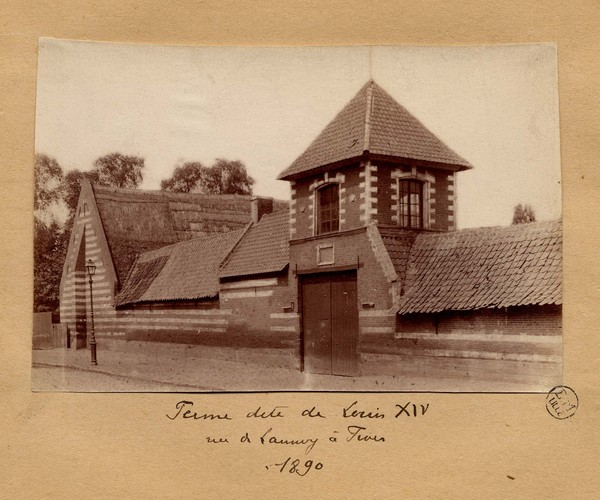
Ferme de Louis XIV rue de Lannoy

La rue  est sur le tracé d’une voie existant dès le Moyen-Âge dénommée chaussée de Lannoy, ensuite route départementale 6.
Lors du siège de Lille de 1667, Louis XIV avait logé dans une ferme où se rendirent les membres du Magistrat de la Ville et où fut signé l'acte de capitulation le 28 août 1667. Cette ferme fut détruite vers 1920.

### La rue de Lannoy auXXIesiècle
La rue  résidentielle assez peu commerçante est à double sens de circulation assez importante.
Une ancienne maison rurale à l'angle de la rue Pierre-Legrand témoigne de l'ancienneté de la rue.
La majorité des constructions sont des maisons en brique d'un ou deux étages de la deuxième moitié du XIXe siècle, début du XXe siècle, d'architecture vernaculaire ou de style éclectique, peu d'immeubles récents.

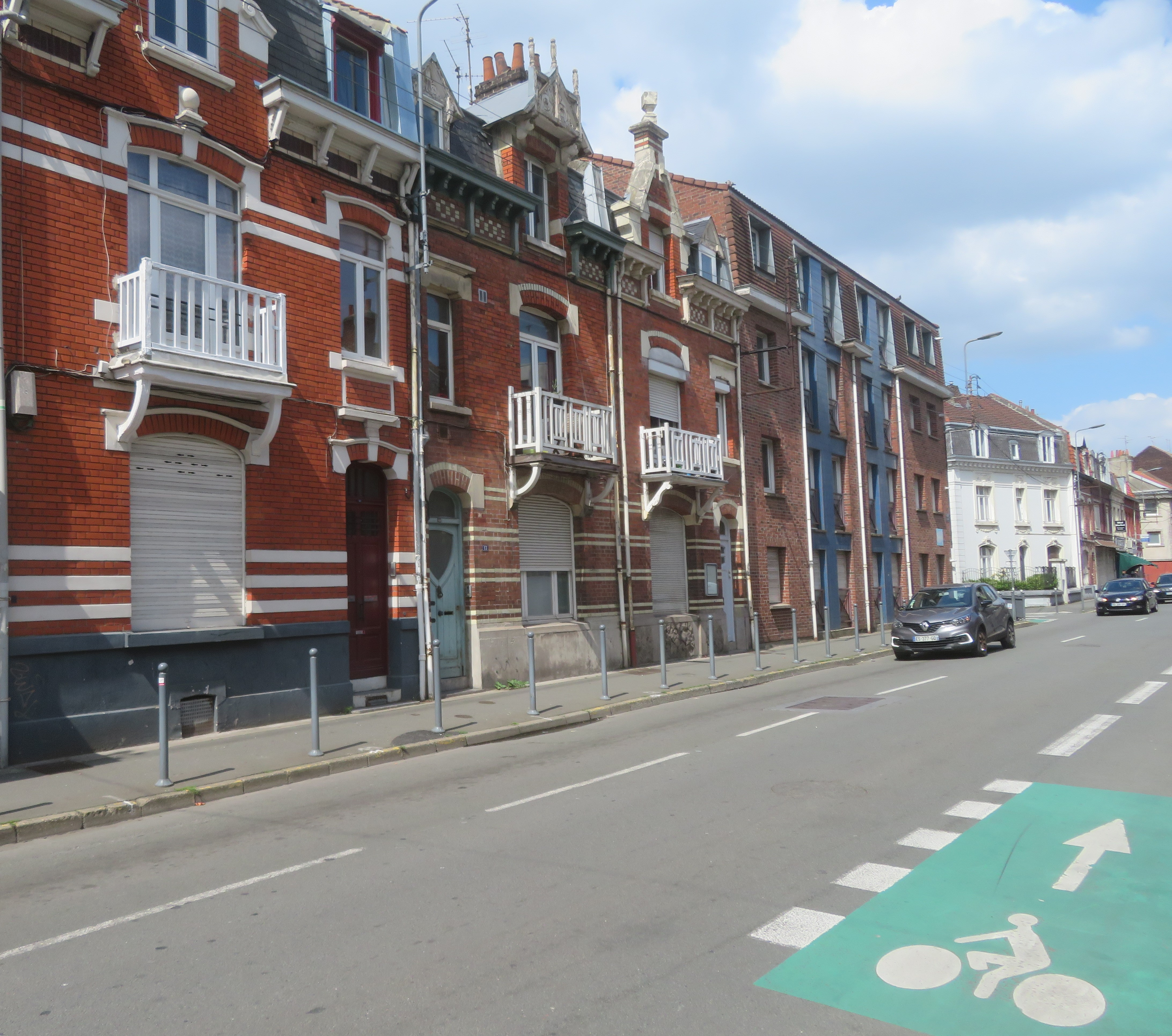
Maisons de style éclectique.
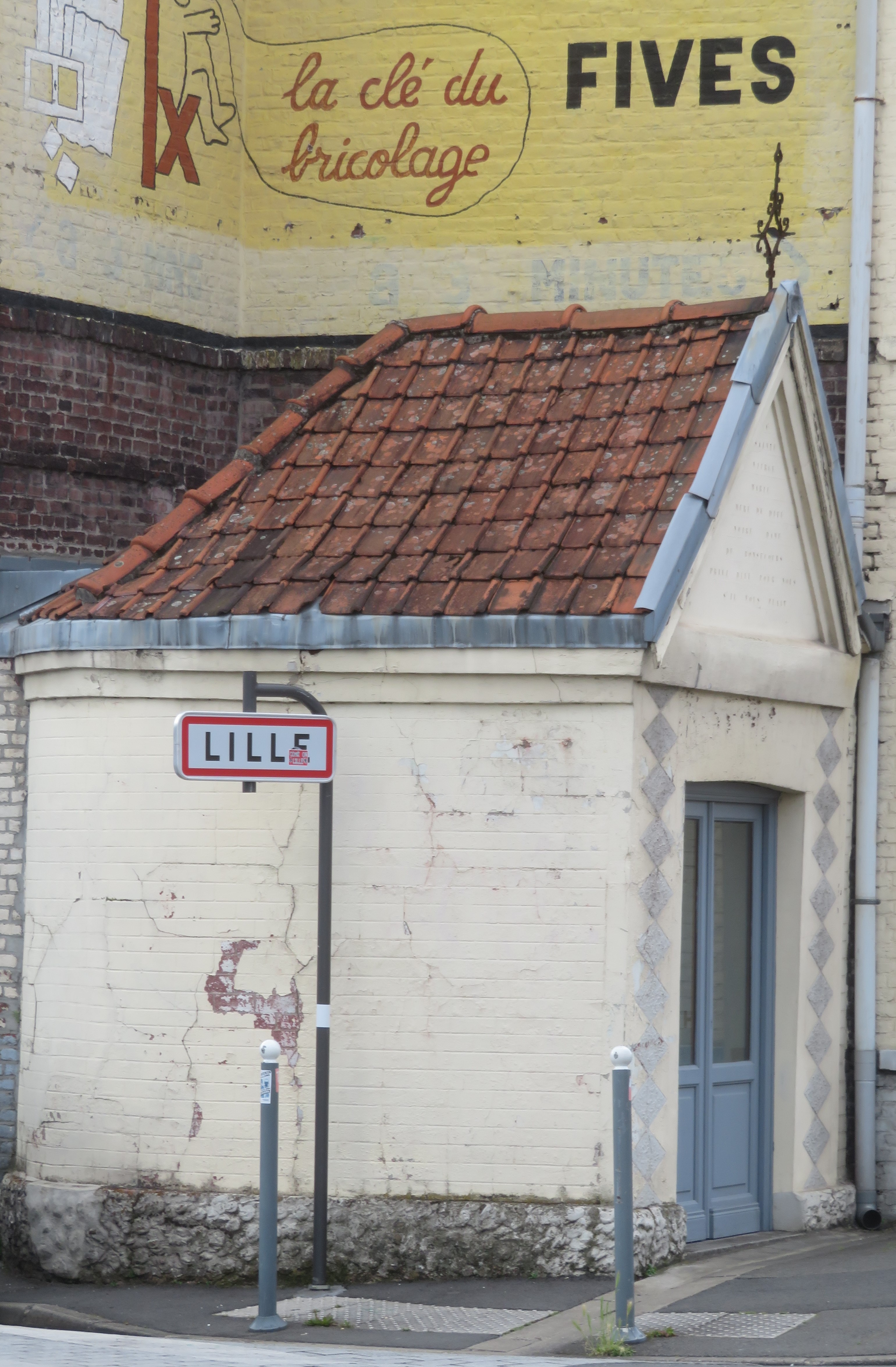
Chapelle d'Elocqués

## Bâtiments remarquables et lieux de mémoire
- Salle des fêtes de Lille-Fives

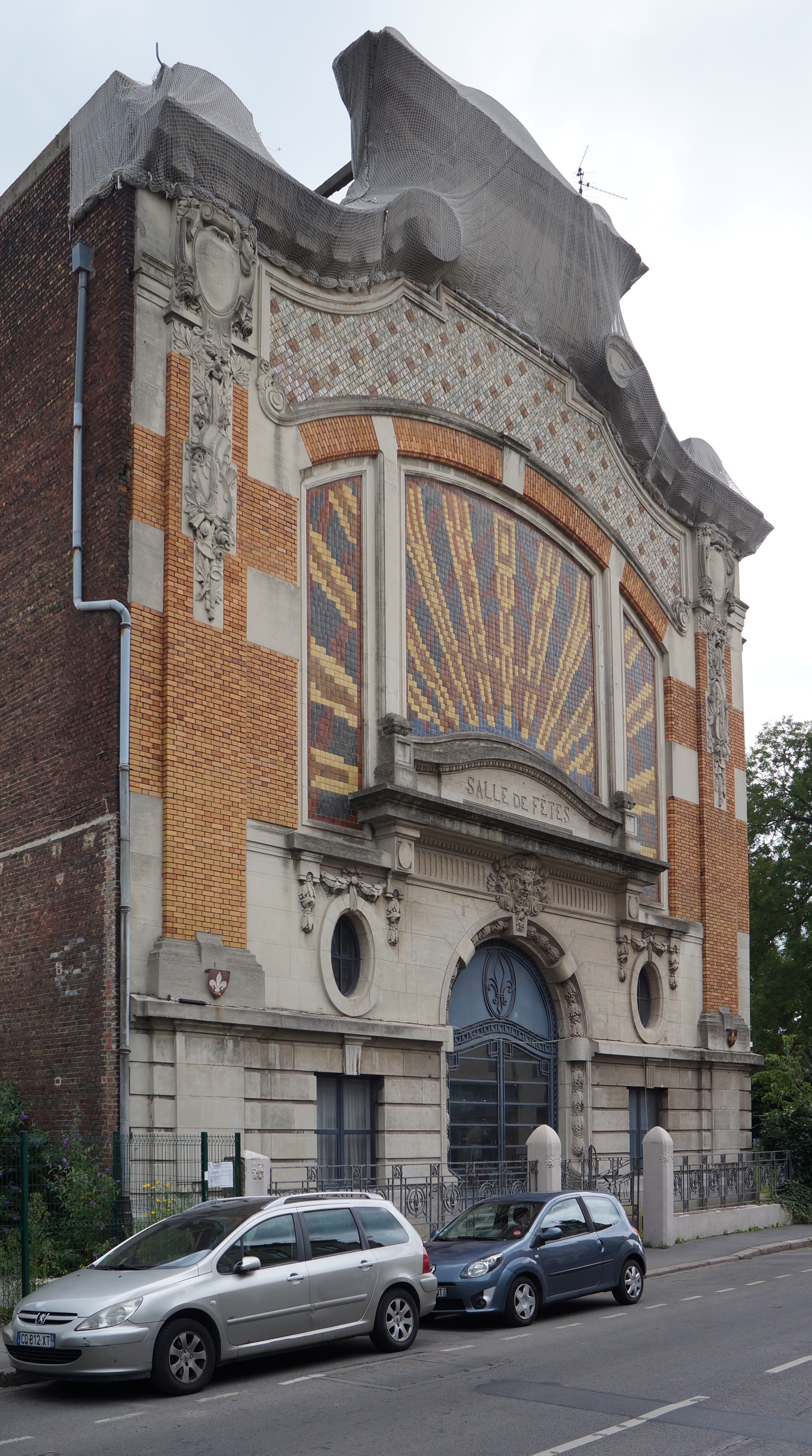
Salle des fêtes
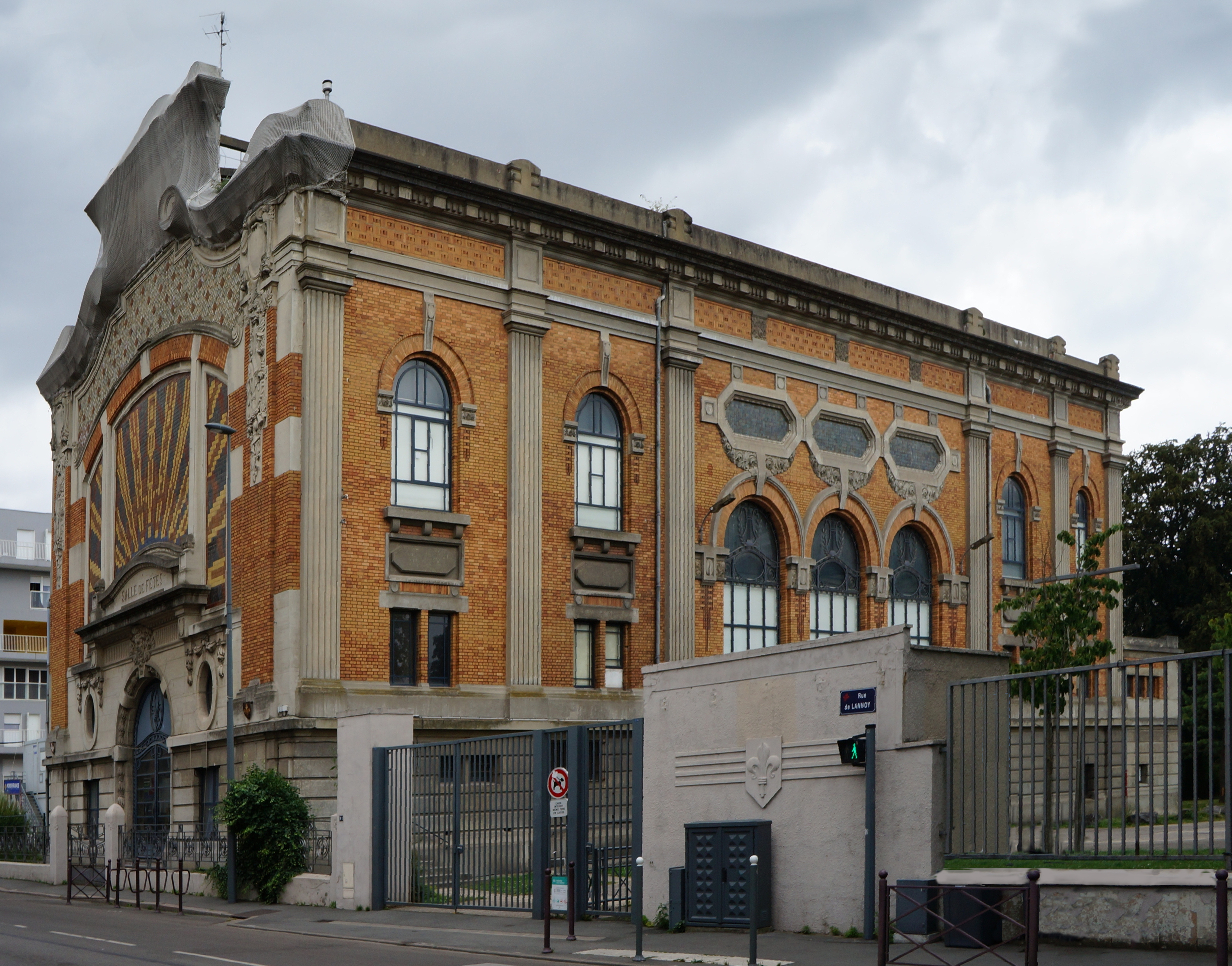
Salle des fêtes de Fives

- Ferme dans laquelle fut signé le 28 août 1667 l'acte de capitulation de Lille entre le Magistrat de Lille et Louis XIV. Ce bâtiment est détruit vers 1920 mais l'inscription sur une maison à l'angle de la rue Montagnards en perpétue le souvenir.

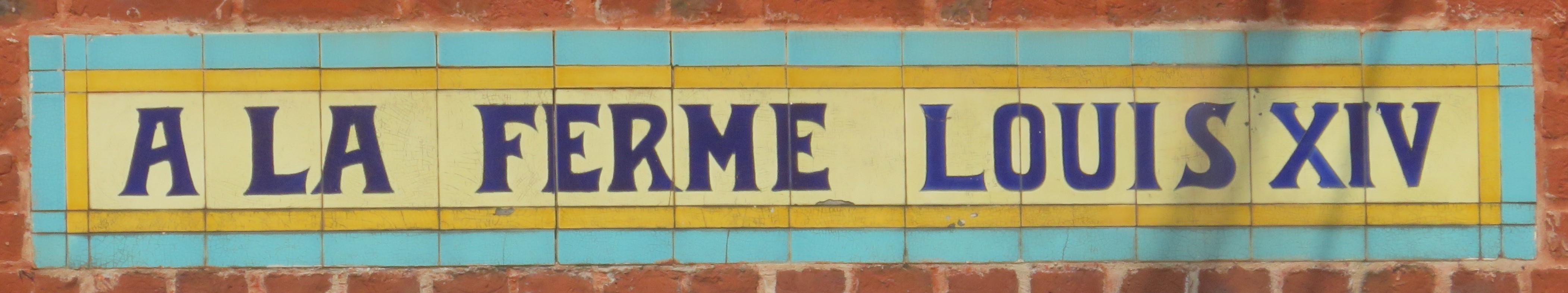
A la ferme Louis XIV